# Greeny
Greeny è una Gibson Les Paul Standard del 1959 che prende il nome dal suo primo proprietario, il famoso Peter Green; egli la utilizzò durante la sua militanza in gruppi come i Fleetwood Mac per poi venderla a Gary Moore nei primi anni '70. Per problemi finanziari, fu costretto a venderla nel 2006, dopo di che passò attraverso diversi collezionisti privati e rivenditori di chitarre. Nel 2014, Greeny fu acquisita da Kirk Hammett, chitarrista dei Metallica, che da allora lo ha utilizzato sia in studio che durante le esibizioni dal vivo.
La chitarra è nota per il suo unico tono fuori fase, che è il risultato di pickup posizionato nel modo errato. Questo suono è diventato molto ricercato tra i chitarristi, tanto che il lancio del magnete nel pickup al manico è stato affettuosamente chiamata "la mod di Peter Green". Il Gibson Custom Shop ha prodotto due serie limitate di repliche Greeny rispettivamente nel 2010 e nel 2022, prima che la chitarra venisse aggiunta alla line-up principale di Gibson nel 2023.

## Storia
La chitarra era originariamente di proprietà del musicista inglese Peter Green. La comprò per 60 sterline dal negozio di strumenti musicali Selmer a Londra dopo che gli fu chiesto di unirsi a John Mayall & the Bluesbreakers. Green fece il suo debutto discografico con la chitarra nell'album del gruppo del 1967 A Hard Road. L'album conteneva la strumentale "The Supernatural", che metteva in mostra lo stile unico di Green e il tono della chitarra. Dopo l'uscita dell'album, Green formò il suo gruppo, i Fleetwood Mac. Ha pubblicato quattro album con la band e ha usato ampiamente la sua Les Paul in studio e durante le esibizioni dal vivo. Molti dei primi successi dei Fleetwood Mac sono stati registrati con Greeny, tra cui "Oh Well", "Black Magic Woman", "The Green Manalishi (With the Two Prong Crown)" e "Albatross".
Nel gennaio del 1970, Green incontrò il chitarrista nordirlandese Gary Moore, che stava aprendo per i Fleetwood Mac con il suo gruppo Skid Row. Moore considerava Green come una delle sue più grandi influenze, e i due divennero presto amici. Dopo aver prestato Greeny a Moore per alcuni giorni, Green gli chiese se voleva comprarla. Moore era inizialmente insistente, pensando di non potersela permettere, ma Green gli disse di vendere la sua chitarra principale e di pagargli tutto ciò che ne avesse ricavato. Moore vendette quindi la sua Gibson SG, per la quale ricevette 160 sterline, ma Green rifiutò di accettare il denaro. Invece, Green ha chiesto lo stesso importo che aveva originariamente pagato, che era di £ 120. Alla fine, Green prese solo 100 o 110 sterline per la chitarra. Quando Moore gli ha detto che avrebbe potuto riaverla in qualsiasi momento, Green ha risposto: "No, non la chiederò mai indietro".
Moore ha usato la chitarra ampiamente durante la sua carriera sia come solista che in altre band. In particolare, l'ha usata in Black Rose: A Rock Legend dei Thin Lizzy e nel suo assolo con Phil Lynott "Parisienne Walkways", che è considerata la canzone simbolo di Moore. Mentre possedeva la chitarra, Moore sostituì la piastra jack e le manopole del volume e del tono inferiori. Ha anche sostituito le teste originali della macchina con accordatori Sperzel. Nel 1995, Moore pubblicò Blues for Greeny, un album tributo a Peter Green, in cui utilizzò Greeny per tutto il tempo. Nel 2006, Moore è stato costretto a vendere la chitarra a causa di problemi finanziari. La vendette al commerciante di chitarre Phil Winfield per una cifra compresa tra i 750.000 e gli 1,2 milioni di dollari. Fu poi messo in vendita da Winfield per 2 milioni di dollari, dopodiché fu di proprietà di diversi collezionisti privati.
Nel 2014, il chitarrista dei Metallica Kirk Hammett ha acquistato Greeny dal rivenditore di chitarre Richard Henry per "meno di 2 milioni di dollari". Henry stava vendendo la chitarra per conto dell'allora proprietario Melvyn Franks, e Franks aveva consegnato la chitarra a Henry. In precedenza era stato offerto al bandmate di Hammett, James Hetfield, per una "cifra esorbitante", ma lui rifiutò. Nel 2020, Hammett ha dichiarato di aver pagato meno di mezzo milione di dollari per la chitarra, poiché Franks stava affrontando problemi finanziari e altri problemi negli Stati Uniti e aveva bisogno di una vendita rapida. Da allora Hammett ha usato Greeny ampiamente in studio e durante le esibizioni dal vivo. Nel 2020 si è esibito con la chitarra in un concerto tributo a Peter Green ospitato da Mick Fleetwood al London Palladium.

## Tono
Greeny è nota per il suo tono unico, che è stato descritto come "magico" da numerose pubblicazioni e altri musicisti. La chitarra è dotata di pickup PAF. All'inizio della sua carriera, Green tentò di emulare il tono di Eric Clapton rimuovendo il pickup al manico. Alla fine è stato reinserito, ma all'indietro per errore. Questo ha dato alla chitarra il suo tono "distintamente nasale" fuori fase quando il selettore del pickup è in posizione centrale. Kirk Hammett la descrisse come "una Strato attraverso un Marshall da 100 watt". Il pickup al manico presenta anche un magnete in alnico capovolto, che si pensa sia un errore di fabbrica o una modifica aftermarket. Il manico della chitarra è stato rotto due volte, cosa che secondo Hammett ha influenzato anche il suo tono. Peter Green, tuttavia, sentiva che non c'era nulla di particolarmente speciale nella chitarra o nel suo suono. Ha anche affermato di non sapere cosa significasse "fuori fase".
Nel 1994, Gary Moore si avvicinò a Jol Dantzig della Hamer Guitars per costruire una chitarra dual-humbucker personalizzata ispirata a Greeny. Durante l'ispezione dei pickup, Dantzig utilizzò una bussola per misurare la polarità magnetica dei pickup. Scoprì che i pickup erano magneticamente sfasati, con un magnete orientato da nord a sud mentre l'altro era orientato da sud a nord. Secondo Andy Ellis della rivista Guitar Player, lo sfasamento generato magneticamente risponde ai cambiamenti di intonazione, dando alle note alte un "grido vuoto pronunciato".
Nel 2021 si è scoperto che il presidente del marchio Gibson Cesar Gueikian possedeva una Les Paul con il numero di serie sequenziale di quello di Greeny. La chitarra, soprannominata "Gemini", porta il numero di serie 9 2204, mentre Greeny è 9 2208. Nel frattempo non sono state prodotte altre chitarre, ma i numeri di serie appartenevano agli amplificatori Skylark prodotti da Gibson. Gueikian e Hammett ritengono che le due chitarre siano state costruite contemporaneamente dallo stesso pezzo di legno. Mentre la chitarra di Gueikian non ha il pickup al manico invertito, Hammett ha notato che il suo tono è notevolmente simile a quello di Greeny.
A causa dell'esclusiva configurazione dei pickup della chitarra, il capovolgimento del pickup al manico è stato definito "la mod di Peter Green". Nel 2022, Monty's Guitars ha rilasciato gli humbucker Bethnal Green, che sono stati modellati sui pickup di Greeny, che il capo dell'azienda Matt Gleeson ha avuto la possibilità di studiare personalmente. Nello stesso anno, Seymour Duncan ha rilasciato gli humbucker Green Magic, che sono stati similmente ispirati ai pickup di Greeny. Nel 2023, Gibson ha rilasciato il set Greenybucker, che sono i pickup inclusi nella linea Kirk Hammett signature Greeny.

## Riproduzioni
Nel 2010, il Gibson Custom Shop ha lanciato la serie Collector's Choice, che includeva una serie limitata di repliche basate su Greeny. Una versione Artist's Proof di proprietà di Moore è stata messa all'asta dopo la sua morte nel 2011. Nel 2013, Gibson ha rilasciato la Gary Moore Les Paul Standard, che includeva una serie di caratteristiche modellate su Greeny, tra cui un profilo del manico degli anni '50, manopole del volume e del tono non corrispondenti e un corpo in mogano sormontato da un top in acero figurato di grado AA.
Nel 2020, Gibson ha fornito ad Hammett una replica personalizzata di Greeny. L'anno successivo, l'azienda ha annunciato una partnership con Hammett, che includerà una linea di modelli Gibson ed Epiphone. Nel 2022, Gibson ha pubblicato la Collector's Edition Kirk Hammett "Greeny" 1959 Les Paul Standard. Limitato a 50 unità e disponibile solo direttamente tramite Gibson, il modello è una replica esatta di Greeny, realizzata artigianalmente dal Gibson Custom Shop con invecchiamento del Murphy Lab. Al prezzo di 50.000 dollari, tra coloro che ne hanno acquistato una copia c'erano il chitarrista dei Tool Adam Jones e l'attore Jason Momoa. Nel 2023, Gibson ha aggiunto altri due modelli alla linea Greeny: uno del Custom Shop, l'altro di Gibson USA. Venne rilasciata anche una versione per Epiphone.